# Supercopa de los Países Bajos 2004
La Supercopa de los Países Bajos 2004 (Johan Cruijff Schaal 2004 en neerlandés) fue la 15.ª edición de la Supercopa de los Países Bajos. El partido se jugó el 8 de agosto de 2004 en el Amsterdam Arena entre el Ajax de Ámsterdam, campeón de la Eredivisie 2003-04 y el FC Utrecht, campeón de la KNVB Beker 2003-04. Utrecht ganó por 4-2 en el Amsterdam Arena frente a 33.500 espectadores.
| Ajax de Ámsterdam |  | Bandera de los Países Bajos |  | Campeón de la Eredivisie 2003-04               |
| FC Utrecht        |  | Bandera de los Países Bajos |  | Campeón de la Copa de los Países Bajos 2003-04 |

## Partido
| 8 de agosto de 2004, 18:00 | Ajax de Ámsterdam          | 2:4 (0:0) | FC Utrecht                                 | Amsterdam Arena, Ámsterdam                                  |                                                             |
|                            | Pienaar 51' · Sneijder 80' | Reporte   | 72' Schut · 87' 90' Somers · 90+4' Douglas | Asistencia: 33.500 espectadores Árbitro(s): Dick van Egmond | Asistencia: 33.500 espectadores Árbitro(s): Dick van Egmond |

|                               |
| Campeón FC Utrecht 1.º título |